# Quebec Writers' Federation
La Quebec Writers' Federation (QWF) est un organisme sans but lucratif qui représente et sert la communauté littéraire de langue anglaise dans la province de Québec, au Canada.
Fondée en 1998 à partir de deux organisations précédentes, la Quebec Society for the Promotion of English-Language Literature (QSPELL) et la Federation of English-language Writers of Quebec (FEWQ), la Quebec Writers' Federation diffuse l'art littéraire, offre du perfectionnement professionnel aux écrivains établis et émergents, gère des programmes communautaires d'éducation littéraire, administre les prix annuels de la Quebec Writers' Federation et publie la revue littéraire sans but lucratif Carte blanche.
La Quebec Writers' Federation est également le conservateur de la base de données littéraires QWF des auteurs québécois de langue anglaise, un recueil en ligne consultable qui représente la collection physique de la QWF de 1 532 livres d'auteurs québécois de langue anglaise, hébergée à la bibliothèque et au centre informatique Atwater.
En 2013, la QWF a célébré son quinzième anniversaire, avec un gala au Théâtre Corona.
La Quebec Writers' Federation est basée à Westmount (Montréal), au Canada.

## Prix remis par laQuebec Writers' Federation
Voir Quebec Writers' Federation Awards